# 伊部尚子
伊部 尚子（いべ しょうこ、1987年5月25日 - ）は、大阪府出身の、日本人の女子柔道選手である。階級は48kg級。身長151cm。血液型はA型。組み手は左組み。段位は参段。得意技は背負投。ぎふ柔道クラブ24を経て2013年からは常翔学園教員。さらには森ノ宮医療学園専門学校で非常勤講師を務めている。寿退社。

## 人物
5歳の時に柔道を始めた。大阪市立旭東中学校3年の時に、全国中学校柔道大会の48kg級で2位となった。
大阪工大高時代は全国高校選手権で1年の時は3位、2年の時は浅見八瑠奈を破って優勝した。また、全日本ジュニアでは高校1年の時に山岸絵美、2年の時に福見友子に敗れてそれぞれ2位となり、3年の時は3位だった。
筑波大学1年になってようやく全日本ジュニアで優勝を果たした。そして世界ジュニアでは3位となった。
大学2年の時には学生体重別決勝で浅見を破り優勝するが、その後は2年続けて準決勝で近藤香に敗れて3位に終た。
体重別では2007年から2年続けて谷亮子に初戦で一本負けを喫するが、2009年からは2年続けて3位となった。
講道館杯では高校3年の時から3年連続で3位となり、その後は2年続けて5位止まりだったが、2010年には準決勝で世界チャンピオンの浅見に敗れたものの、再び3位となった。
国際大会では2007年のチェコ国際でアリナ・ドゥミトルに一本勝ちして優勝を果たして、2009年のこの大会でも優勝した。また、グランプリ・青島でも優勝した。2010年には世界ランキング上位選手によって争われるワールドマスターズに出場して、準決勝で近藤に敗れるが3位となった。

## 戦績
- 2002年 -　全国中学校柔道大会　2位
- 2003年 -　全日本ジュニア　2位
- 2004年 -　全国高校選手権　3位
- 2004年 -　全日本ジュニア　2位
- 2004年 -　アジアジュニア　2位
- 2005年 -　全国高校選手権　優勝
- 2005年 -　フランスジュニア国際　優勝
- 2005年 -　全日本ジュニア　3位
- 2005年 -　講道館杯　3位
- 2006年 -　ロシアジュニア国際　優勝
- 2006年 -　全日本ジュニア　優勝
- 2006年 -　世界ジュニア　3位
- 2006年 -　講道館杯　3位
- 2007年 -　チェコ国際　優勝
- 2007年 -　学生体重別　優勝
- 2007年 -　講道館杯　3位
- 2008年 -　ベルギー国際柔道大会　3位
- 2008年 -　学生体重別　3位
- 2009年 -　ワールドカップ・プラハ　優勝
- 2009年 -　選抜体重別　3位
- 2009年 -　アジア柔道選手権大会　2位
- 2009年 -　学生体重別　3位
- 2009年 -　全日本学生柔道体重別団体優勝大会　優勝
- 2009年 -　グランプリ・青島　優勝
- 2009年 -　グランドスラム・東京　5位
- 2010年 -　ワールドマスターズ　3位
- 2010年 -　ワールドカップ・ブダペスト　3位
- 2010年 -　選抜体重別　3位
- 2010年 -　実業柔道選手権　2位
- 2010年 -　講道館杯　3位
- 2010年 -　グランドスラム・東京　3位
- 2011年 -　東アジア選手権　個人戦　団体戦　ともに優勝
- 2011年 -　実業個人選手権　優勝
- 2011年 -　講道館杯　3位
- 2012年 -　アジア柔道選手権大会　3位
- 2012年 -　全日本実業柔道個人選手権大会　3位(52kg級)
- 2013年 -　選抜体重別　3位
- 2014年 -　実業個人選手権　2位
- 2015年 -　実業個人選手権　3位

（出典、JudoInside.com）